# تماروت (إيموزار)
تماروت هي إحدى مشيخات المملكة المغربية، تتبع جغرافيا لعمالة أكادير إدا وتنان وإداريًا لإيموزار. يقدر عدد سكانها بـ 491 نسمة حسب الإحصاء الرسمي للسكان والسكنى لسنة 2004.